# Sho Shimabukuro
Sho Shimabukuro (nascido em 30 de julho de 1997) é um tenista japonês. Sua maior vitória foi conquistar o título do Challenger de Nonthaburi 3, na Tailândia, em janeiro de 2023, derrotando o francês Arthur Cazaux por 6-2, 7-5 na final. Foi o primeiro título de Challenger da carreira de Shimabukuro e o levou à sua melhor classificação de simples até os dias atuais. Representa o Japão na Copa Davis, onde ele tem um recorde de vitórias/derrotas de 1–0.